# Секедат (Біхор)
Секедат (рум. Săcădat) — село у повіті Біхор в Румунії. Адміністративний центр комуни Секедат.
Село розташоване на відстані 422 км на північний захід від Бухареста, 16 км на схід від Ораді, 115 км на захід від Клуж-Напоки.

## Населення
За даними перепису населення 2002 року у селі проживали 960 осіб.
Національний склад населення села:
| Національність | Кількість осіб | Відсоток |
| -------------- | -------------- | -------- |
| румуни         | 934            | 97,3%    |
| цигани         | 20             | 2,1%     |

Рідною мовою назвали:
| Мова      | Кількість осіб | Відсоток |
| --------- | -------------- | -------- |
| румунська | 946            | 98,5%    |
| циганська | 9              | 0,9%     |